# اداويلال (تيسينت)
اداويلال هي إحدى مشيخات المملكة المغربية، تتبع جغرافيا لإقليم طاطا وإداريًا لتيسينت. يقدر عدد سكانها بـ 708 نسمة حسب الإحصاء الرسمي للسكان والسكنى لسنة 2004.